# Großderschau
Großderschau är en kommun och ort i Landkreis Havelland i förbundslandet Brandenburg i Tyskland. Kommunen administreras som del av kommunalförbundet Amt Rhinow, med förvaltningssäte i Rhinow.